# Agrotis fortunata
Agrotis fortunata is een vlinder uit de familie uilen (Noctuidae). De wetenschappelijke naam is voor het eerst geldig gepubliceerd in 1938 door Draudt.
De soort komt voor in Europa.